# 2433 Сутійо
2433 Сутійо (2433 Sootiyo) — астероїд головного поясу, відкритий 5 квітня 1981 року.
Тіссеранів параметр щодо Юпітера — 3,354.